# Fernando Larrañaga
José Fernando Larrañaga Cuetos, noto semplicemente come Fernando Larrañaga (30 giugno 1944), è un allenatore di calcio a 5 argentino.

## Carriera
Avvicinatosi al calcio a 5 solamente a quarant'anni, inizia ad allenare nell'Independiente per poi passare nel 1990 al Boca Juniors. Nel luglio del 1994 viene nominato commissario tecnico della Nazionale maschile di calcio a 5 dell'Argentina, che guiderà ininterrottamente per due decenni. Il migliore traguardo raggiunto da Larrañaga è la vittoria della Copa América 2003. Negli ultimi anni, è stato spesso supportato da alcuni colleghi nonché dal suo storico vice Fabián López che guidò l'Albiceleste in sua vece alla Coppa del Mondo 2008. Larrañaga ha inoltre ricoperto ad interim il ruolo di ct di alcune selezioni giovanili, inclusa l'Under 20. Nel 2013 lascia la panchina della Nazionale per assumere il ruolo di coordinatore di tutte le selezioni calcettistiche argentine, incarico che ha mantenuto fino al 2016.

## Palmarès

### Club
- Campionato argentino: 2
Boca Juniors: 1992, 1993
- Coppa Benito Pujol: 1
Boca Juniors: 1993

### Nazionale
- Coppa America: 1
Argentina: 2003